# Lorcaserina
Lorcaserina es un medicamento indicado para el tratamiento de la obesidad que ha sido desarrollado por el laboratorio Arena Pharmaceuticals. Su mecanismo de acción consiste en provocar perdida de apetito mediante una acción agonista sobre los receptores de la serotonina del tipo 5-HT2C situados en el cerebro, lo cual ocasiona sensación de saciedad. El 27 de junio del año 2012, la agencia de alimentos y medicamentos de Estados Unidos (FDA) aprobó su uso para el tratamiento de la obesidad con algunas restricciones, estando indicando su empleo en pacientes con índice de masa corporal mayor de 30, o en aquellos con índice de masa corporal mayor de 27 que presenten también otras patologías asociadas a la obesidad, como diabetes, hipertensión arterial o niveles elevados de colesterol en sangre. Su dispensación solo está autorizada bajo prescripción médica.

## Mecanismo de acción
La lorcaserina tiene una acción agonista selectiva sobre los receptores de la serotonina tipo 2C, los cuales están localizados casi exclusivamente en el cerebro, sobre todo en el plexo coroideo, corteza cerebral, hipocampo, cerebelo, amígdala cerebelosa, tálamo e hipotálamo. Se cree que la activación de los receptores 5HT2C situados en el hipotálamo estimula la producción de proopiomelanocortina (POMC), lo cual facilita la pérdida de peso al provocar sensación de saciedad.
Este mecanismo de acción selectivo sobre los receptores 5HT2C ofrece más seguridad que el de otros agentes serotoninérgicos que se emplearon en la década de los noventa del siglo XX para el tratamiento de la obesidad, como la fenfluramina y dexfenfluramina, que producían también activación de los receptores de tipo 5HT2B y fueron retirados del mercado en Estados Unidos y Europa en 1997 por provocar, debido a esta acción, enfermedad del corazón por alteración de las válvulas cardiacas.

## Eficacia
En un estudio en el que participaron más de 3000 pacientes obesos, la mitad de ellos recibió lorcaserina a dosis de 10 mg dos veces al día y la otra mitad placebo durante un año. A ambos grupos se les recomendó ejercicio físico y dieta. Los pacientes que tomaron lorcaserina perdieron después de un año de tratamiento 5,8 kg de peso en promedio, entre los que recibieron placebo la pérdia fue de 2,2 kg. Existió por lo tanto una pérdida adicional de 3.6 kg en el grupo que recibió lorcaserina durante un año. Esta diferencia es modesta, pero la eficacia del fármaco quedó demostrada estadísticamente.
En otro estudio diseñado para comprobar la seguridad y eficacia del fármaco en un conjunto de 604 pacientes afectos de diabetes mellitus tipo 2 y obesidad, con un peso medio de 103.6 kg, se comprobó que el grupo tratado con lorcaserina 10 mg 2 veces al día durante un año, perdió un 4.5% de peso, el tratado con 10 mg una vez al día un 5%, y al que se le administró placebo un 1.5%. La pérdida de peso en el grupo tratado no es alta, en torno a 5 kg en un año, pero tiene significación estadística.

## Efectos secundarios
En los estudios que se han realizado, la lorcaserina ha sido en general un medicamento bien tolerado. El efecto secundario más frecuente fue dolor de cabeza, que ha sido experimentado por el 18% de los participantes, frente al 11% de los controles. Otros efectos secundarios han sido infecciones de tracto respiratorio superior, nasofaringitis, sinusitis y náuseas. No se ha observado hasta el momento incremento significativo de enfermedad valvular cardiaca. Al tratarse de un fármaco de reciente aparición, se desconocen otros posibles efectos secundarios que se den con escasa frecuencia o aparezcan mucho después de haber iniciado el tratamiento.
En enero de 2020, la FDA solicitó que el fabricante del agonista del receptor de serotonina, lorcaserina, retire voluntariamente el medicamento para bajar de peso del mercado estadounidense debido a los datos de ensayos clínicos que muestran una mayor incidencia de cáncer de colon, Páncreas y de pulmón.
Por lo anterior, el Instituto de Salud Pública de Chile (ISPCh) solicitó el retiro de los medicamentos que contenían lorcaserina durante el mes de marzo de 2020.